# Великі акумулятивні рівнини
Великі акумулятивні рівнини (рос. великие аккумулятивные равнины, англ. great plains, нім. große Akkumulationsebenen, Aufschüttungsebenen) — рівнини, пов'язані з великими тектонічними прогинами, наповненими мезокайнозойськими морськими та континентальними відкладами.
Наприклад, Західно-Сибірська рівнина, Прикаспійська рівнина та Амазонська рівнина.